# كورنل سوتش
كورنل سوتش (بالمجرية: Szűcs Kornél)‏ هو لاعب كرة قدم مجري في مركز الوسط، ولد في 24 سبتمبر 2001 في ميشكولتس في المجر. لعب مع Kazincbarcikai SC ‏.

## وصلات خارجية
- كورنل سوتش على موقع اتحاد المجر (الهنغارية)
- كورنل سوتش على موقع قاعدة بيانات كرة القدم.إي يو (الإنجليزية)
- كورنل سوتش على موقع Soccerway.com (الإنجليزية)